# 裾分一弘
裾分 一弘（すそわけ かずひろ、1924年11月21日 - 2016年2月17日）は、日本の西洋美術史学者、学習院大学名誉教授。
岡山県生まれ。九州帝国大学文学部哲学科卒。同大学院修了。1958年九州大学助手、1962年武蔵野美術大学助教授、1967年学習院大学文学部教授。95年定年退任、名誉教授。レオナルド・ダ・ヴィンチ研究の第一人者である。
2003年11月瑞宝中綬章受章。

## 著書
- 『レオナルド・ダ・ヴィンチの「絵画論」攷』中央公論美術出版 1977
- 『レオナルド・ダ・ヴィンチ 手稿による自伝』中央公論美術出版 1983
- 『レオナルドに会う日』中央公論美術出版 1984
- 『イタリア・ルネサンスの芸術論研究』中央公論美術出版 1986
- 『レオナルドの手稿、素描・素画に関する基礎的研究』中央公論美術出版 2004

### 共著編
- 『レオナルドと絵画』在里寛司共著 岩崎美術社 レオナルド・ダ・ヴィンチ双書 1977

- ヨーロッパにおける人間観の研究 未来社 1982年

　（古田光、
藤田健治、
木田献一、
屋形禎亮、
澤柳大五郎、
廣川洋一、
中野幸次、
秀村欣二、
兼岩正夫、
清水富雄、
裾分一弘、
下村寅太郎、
西沢龍生、
永井博
による共編著）
- 『朝日美術鑑賞講座 名画の見どころ読みどころ 2 16世紀ルネサンス絵画 2』解説 朝日新聞社 1992

### 編纂・監修
- 『世界の美術 第4 ダ・ヴィンチ,ラファエロ』河出書房新社 1964
- 『レオナルド・ダ・ヴィンチの素描』編集・解説 岩崎美術社 双書版画と素描 1972
- 『ミケランジェロの素描』編集・解説 岩崎美術社 双書版画と素描 1973
- 『もっと知りたいレオナルド・ダ・ヴィンチ 生涯と作品』監修 東京美術 アート・ビギナーズ・コレクション　2006

### 翻訳
- ジォルジォ・ヴァザーリ『レオナルド・ダ・ヴィンチ伝』岩崎美術社 1974
- ラディスラオ・レティ編『知られざるレオナルド』小野健一ほか全11名共訳、岩波書店、1975年
- レオナルド・ダ・ヴィンチ『マドリッド手稿』下村寅太郎監修、山田智三郎共訳、岩波書店 1975
- レオナルド・ダ・ヴィンチ『解剖手稿』ケネス・D.キール, カルロ・ペドレッティ原典翻刻・注解 山田致知監修、清水純一,池田廉,斎藤泰弘・小野健一,萬年甫,古川冬彦共訳 岩波書店 1982
- 『自然の研究 レオナルド・ダ・ヴィンチの素描 ウィンザー城王室図書館蔵手稿より』カルロ・ペドレッティ解説 共訳 岩波書店 1985
- 『レオナルド・ダ・ヴィンチ素描集』高階秀爾,三神弘彦,斎藤泰弘,若桑みどり共訳 岩波書店 1985
- 『レオナルド・ ダ・ヴィンチ　パリ手稿』アウグスト・マリノーニ原典翻刻・注解、共訳、岩波書店　1988-1995年
- 『レオナルド・ダ・ヴィンチの手稿』監修 とちぎ蔵の街美術館, ミレニア編 アート・ビオトープ 2011

記念論集
- 『フィレンツェの秋 裾分一弘教授の古稀に贈る』裾分一弘教授献呈論文集刊行会 1995

## 論文
- Cinii

## 注
1. ↑  裾分一弘さん　９１歳＝学習院大名誉教授、美術史家 毎日新聞 2016年2月22日閲覧
2. ↑  デジタル版日本人名大事典
3. ↑  “秋の叙勲・褒章 私学関係者が多数受章”.   全私学新聞 (2003年11月3日). 2023年4月26日閲覧。